# Körkarlen
The Phantom Carriage (suedeză Körkarlen, literal "Vagonul") este un film de groază suedez din 1921 regizat de Victor Sjöström. Rolurile principale sunt interpretate de actorii Victor Sjöström, Hilda Borgström și Tore Svennberg.

## Distribuție
- Victor Sjöström
- Hilda Borgström
- Tore Svennberg